# Haňovice
Haňovice település Csehországban, a Olomouci járásban. Haňovice Litovel és Cholina településekkel határos. Lakosainak száma 476 fő (2024. január 1.).

## Népesség
A település lakosságának változását az alábbi diagram mutatja:
| Lakosok száma | 396  | 518  | 535  | 419  | 431  | 445  | 453  | 452  | 457  | 476  |
|               | 1869 | 1890 | 1921 | 1950 | 1980 | 2001 | 2017 | 2019 | 2022 | 2024 |